# Lewis-Sumner-Syndrom
Das Lewis-Sumner-Syndrom, auch MADSAM (engl.: multifocal acquired demyelinating sensory and motor neuropathy „Multifokale erworbene demyelinisierende sensorische und motorische Neuropathie“) ist ein neurologisches Krankheitsbild, das zur Gruppe der Neuropathien gehört. Neuropathien sind Erkrankungen des peripheren Nervensystems. Beim Lewis-Sumner-Syndrom sind, wie auch dem Akronym „MADSAM“ zu entnehmen ist sowohl das motorische als auch das sensorische Nervensystem betroffen. Dies führt unter anderem zu Lähmungen und Sensibilitätsstörungen. Die Ursache der Erkrankung ist nicht sicher bekannt. Sie gilt als immunologisch bedingt und als Sonderform der chronisch inflammatorischen demyelinisierenden Polyneuropathie (CIDP). 
Das Erkrankungsbild ist nach den Autoren der Erstbeschreibung, A. Lewis und A. J. Sumner, aus dem Jahr 1982 benannt.

## Symptome
Das Lewis-Sumner-Syndrom ist gekennzeichnet durch das Auftreten asymmetrischer Lähmungen (Paresen) und Sensibilitätsstörungen, bedingt durch eine demyelinisierende Nervenschädigung. Es kommt bei den betroffenen Patienten zu einer an vielen Stellen auftretenden Störung der Körpernerven, die zu Gefühls- und Bewegungsstörungen führt, also beispielsweise zu einer Abschwächung des Berührungssinnes, zu schmerzhaften Missempfindungen und zu Muskelschwäche.

## Diagnose
Die Diagnose wird durch Anamnese, neurologisch-klinische Untersuchung und elektrophysiologische Untersuchungen gestellt. Für die Abgrenzung gegenüber anderen neurologischen Krankheiten können auch Bildgebung (MRT) oder Nervenbiopsie nötig werden. 
Eine differentialdiagnostische Abgrenzung ist insbesondere gegenüber der multifokalen motorischen Neuropathie und Polyradikulitis (besonders der chronisch inflammatorischen demyelinisierenden Polyneuropathie) nötig, wobei MADSAM als eine asymmetrische Variante der Polyradikulitis angesehen wird.

## Therapie
Therapeutisch werden mit Antikörpern (als intravenöse Immunglobuline) und Glucocorticoiden recht gute Ergebnisse erzielt. Besonders der mögliche Einsatz letzterer macht die Abgrenzung zur multifokalen motorischen Neuropathie so wichtig.